# روب كارداشيان
روب كردشيان (بالإنجليزية: Rob Kardashian)‏ شخصية مشهورة تليفزيونيًا الميلاد: 17 مارس، 1987 لوس أنجلوس، كاليفورنيا، الولايات المتحدة الطول: 1٫79 م
الأشقاء: كيم كردشيان، كلوي كردشيان، كورتني كردشيان، كيندل جينر، كايلي جينر، كيسي جنر
الوالدان: روبرت كردشيان، كريس جينر
العروض التلفزيونية
مواكبة عائلة كردشيان (منذ 2007)
مواكبة عائلة كردشيان
منذ 2007
كلوي ولامار (2011 – 2012)
كلوي ولامار
2011 – 2012
الرقص مع النجوم (منذ 2005)
الرقص مع النجوم
منذ 2005

## وصلات خارجية
- روب كارداشيان على موقع IMDb (الإنجليزية)
- روب كارداشيان على موقع روتن توميتوز (الإنجليزية)
- روب كارداشيان على موقع قاعدة بيانات الفيلم (الإنجليزية)